# Улица Грачёвка
Улица Грачёвка — улица на севере Москвы в районе Ховрино Северного административного округа между Клинской и Петрозаводской улицами.

## Происхождение названия
До и некоторое время после присоединения к Москве посёлка Новоховрино в 1960 году современная улица Грачёвка составляла часть улицы Пушкина.
Проектируемый проезд № 3570 получил название в ноябре 2020 года. Улица находится в 500 м от Грачёвского парка, который в свою очередь был назван в честь купцов Грачёвых — последних владельцев усадьбы.

## Описание
Улица начинается от Клинской улицы, проходит на юго-запад, пересекает Проектируемый проезд № 5457 и выходит на Петрозаводскую улицу. Грачёвский парк расположен в 500 м к востоку от улицы Грачёвка между Клинской и Зеленоградской улицами.

Начало улицы: пересечение с Клинской улицей.
Конец улицы: пересечение с Петрозаводской улицей.